# Directory Opus
Directory Opus — коммерческий файловый менеджер. Directory Opus был впервые выпущен в 1990 году как простой двухпанельный файловый менеджер для компьютеров Commodore AMIGA. Разработкой программы занимается компания GPSoftware. Последние версии Directory Opus поддерживают все современные версии Windows, начиная с Windows 7, и предлагают широкие возможности для управления файлами, включая расширенный поиск, работу с архивами, FTP-клиент и многое другое.

## История версий

### Версии для Amiga
- Opus 1 — январь 1990
- Opus 2 — февраль 1991
- Opus 3 — 1 декабря 1991
- Opus 4 — 4 декабря 1992
- Opus 5 — 12 апреля 1995
- Opus 5.5 — 1 августа 1996
- Opus Magellan 5.6 — 17 мая 1997
- Opus Magellan II 5.8 — 1 ноября 1998
- Open-source Directory Opus 5.82 —  9 мая 2014
- Open-source Directory Opus 5.90  — 11 мая 2014
- Open-source Directory Opus 5.91  — 30 августа 2015

### Версии для Windows
- Opus 6 — 18 июня 2001
- Opus 8 — 4 октября 2004
- Opus 9 — 27 апреля 2007
- Opus 9.5 — январь 2009
- Opus 10 — апрель 2011
- Opus 10.5 — 1 февраля 2013
- Opus 11 — 3 марта 2014
- Opus 12.8 —  2018
- Opus 12.33 — 16 сентября 2023
- Opus 13 — 23 января 2024

## Возможности программы
- Одно- либо двухпанельный интерфейс (с одинарным или двойным боковым деревом папок), а также многооконный режим с возможностью сохранять в пресеты набор открытых окон и их содержимое/расположение.
- Светлая и тёмная темы интерфейса из коробки. Дизайн интерфейса досконально настраивается по цветам, по всем мельчайшим видимым элементам. Все цвета, иконки, фоновые изображения панелей и папок могут быть настроены, и многое прочее. Есть поддержка пользовательских тем.
- Функция подсчёта размера папок с помощью Everything[6]. За счёт плотнейшей интеграции поиска Everything в Dopus, можно включить в опциях автоподсчёт размеров папок при помощи Everything, происходящий мгновенно. Доступна опция "включать подсчёт размеров лишь при запущенном Everything".
- Официальная поддержка 20 языков интерфейса и Unicode в файловых операциях.
- Вкладочный интерфейс. Вкладки можно держать открытыми для каждой панели/окна и переносить их в другое окно мышью. Можно сохранять набор открытых вкладок в пресеты.
- Мощная функция в управлении и просмотре папок - раскрываемые папки прямо в файловой панели, наподобие как сделано в дереве папок. Рядом с папками - значок раскрытия (можно раскрыть по выделению и alt + вниз).
- Сохраняемые рабочие пространства (включают дерево папок, двухпанельный режим, тип папки, набор вкладок и пр.).
- Встроенная возможность замены Проводника Windows. Попытка вызвать проводник приведёт к открытию окна Dopus.
- Настраиваемый при помощи мыши (Drag-and-drop) и/или клавиатуры интерфейс, в том числе меню, подменю, кнопки, тулбары, контекстные меню различных типов файлов, меню перетаскивания и пр. В меню можно перетащить также и текстовые поля и ползунки-регуляторы. Есть возможность создавать трёхфункционные кнопки (по функции на каждую кнопку мыши) и заносить в меню кнопко-списки (имеющие как выпадающее своё меню, так и функцию при нажатии). Создание дополнительных тулбаров в том числе плавающих, прозрачных, фоновых/всегда поверх. Есть автоматически появляющиеся тулбары, привязанные к типу отображения панели.
- Полностью настраиваемые сочетания клавиш, как из специального окна, так и из панели настройки конкретного пункта меню/кнопки. Есть поддержка глобальных сочетаний и медиа клавиш.
- Присутствует вариант нативного портативного режима.
- Собственный скриптоподобный язык для составления Функций управления файлами, содержащий обширный список аргументов, модификаторов и команд и поддерживающий использование приложений/bat файлов. Выполняемые Функции можно заносить в кнопки, меню, сочетания клавиш.
- Scripts Add-ins — скрипты в виде дополнений, автоматически задействуемые при определённых манипуляциях (смена вкладок, вида, открытие новых инстанций программы и пр.). Могут сопровождаться кнопками управления. Есть возможность создавать свои интерфейсы с полями и кнопками, то есть являются полноценными дополнениями.
- За счёт устанавливаемого дополнения Filter by Column[7] есть функция фильтрации по данным в колонках. Можно задавать фильтрацию по именам, описаниям файлов, диапазонам дат и много прочее (вызов по одинарному нажатию приписанной в опциях кнопки). Есть возможность и поиска по содержимому колонок (вызов по двойному нажатию приписанной в опциях кнопки).
- Поиск файлов с использованием собственных возможностей (Рег. выражения, дата, свойства, содержимое и пр. поддержаны. Можно искать одновременно в разных папках перетаскивая их в панель поиска), с использование встроенной поддержки Everything[6], с использованием индексированного поиска Windows. Так же есть дополнительная возможность интеграции поиска Everything (только тома NTFS) посредством расширений, что даёт несколько иные функции, нежели встроенная поддержка Everything.
- Полное логгирование операций с файлами (дата и источник/получатель), FTP, лог отмен с нелинейным механизмом отката, вывод скрипта. Возможность сохранения логов в txt-файл.
- Есть поддержка не только виртуальных папок Windows 7, но и собственная технология виртуальных папок (поддержана и на Win XP). В последних Dopus может сохранять любые перетаскиваемые файлы/папки, результаты поиска (в том числе Everything), результаты индексированного поиска с сохранением запросов (Query.[8] С обновлением результатов поиска по F5).
- Продвинутая поддержка архивов (работа с ними как с папками). Возможность упаковывать в ZIP, CBR, RAR (при установленном WinRAR, распаковка и без него), CBZ, CB7, ZipX, 7-Zip, TAR, bzip2, gzip. Распаковка ARJ, CPIO, DEB, DMG, HFS, ISO, LZH, LZMA, RPM, WIM, XAR, Z, CAB. Есть функция «заархивировать и прикрепить к письму email».
- Поддержка FTP/SFTP (TSL/SSL/SSH), с возможностью обновления изменяемых файлов. Адресная книга с адекватными настройками подключений.
- Навигационная цепочка (breadcrumb) в адресной строке с выпадающими списками архивов/папок. Есть возможность как перетаскивать файлы из файловых панелей в элементы выпадающих списков цепочек, так и производить операции с каждым элементом выпадающего списка посредством контекстного меню.
- Группировка файлов списка (аналогично Проводнику). Как пример, левый клик+alt по колонке типов файлов приведёт к группировке по типу, а левый клик+alt+⇧ Shift отменит группировку.
- Четыре режима горизонтальной прокрутки бокового дерева папок, среди которых — с автоматической прокруткой при наведении курсора. Также боковая панель отображает линии путей сразу всех открытых вкладок.
- Функция слайд-шоу. Изображения в текущей папке будут отображены по очереди в полноэкранном режиме.
- Разрезание и склейка файлов по заданному размеру и по предустановкам популярных форматов медийных носителей.
- Цветовые лейблы файлов раскрашивают выделенные файлы/папки в списке в выбранный цвет. Можно производить поиск по лейблу. Сами лейблы (начиная с версии Dopus 11) привязаны к файловой системе, а не абсолютному пути фала, и не пропадают после переноса файла в другое место.
- Выделение файлов по шаблону (с рег. выражениями, датой, атрибутами и пр.), по схожему расширению, чекбоксами, в реальном времени (вызов по :).
- Поиск в реальном времени (FAYT) с подсветкой найденных символов прямо в панелях. Можно сразу набирать текст, можно вызвать по  '  поиск средствами Dopus, можно по + искать Everything, можно по * вызвать многофункциональную панель фильтрации, можно при помощи : выделять файлы, при помощи # выделять по нескольким диапазонам номеров файлов, можно назначит кнопку для компактной панели фильтрации, и многое прочее. Всего более десяти кнопок для вызова различных вариантов FAYT, а можно добавить и новые, так как поддержаны дополнения для строки поиска.
- Мощный инструмент группового переименования с поддержкой рег. выражений и скриптов (редактор скриптов встроен), поиска и замены. Есть и предустановки (подчёркивания в пробелы, слова с заглавных и пр.).
- Многопоточная оптимизация файловых операций. Один из случаев — моментальное построение крупных значков изображений (количество нагружающих процессор потоков назначается в опциях).
- Значки аудиофайлов имеют изображение вэйвформ (удобно для профессионалов, работающих со звуком), а текста — текст.
- Плавная прокрутка списка с крупными значками изображений/видео полосой прокрутки.
- Возможность плавно менять размер значков изображений в реальном времени и без задержки на перерисовку.
- Опция автоопределения типа папки (например Архив, Изображения, Документы) с переключением на соответствующий тип отображения (включающий набор колонок, представление, какие файлы скрывать/показывать, считать ли размер подпапок и т. п.). Также можно создавать свои типы папок автоопределения, задавать порог срабатывания, переключать тип просмотра вручную, и закреплять за конкретной папкой уникальный (в том числе тонко настроенный, не входящий в набор) тип отображения.
- Панель предпросмотра файлов различных типов (изображения, видео, звук, текст, PDF, DOC, веб-страницы, Active-X, вывод плагинов) в оригинальном, шестнадцатеричном и текстовом виде. Подсветка синтаксиса реализована плагином.
- Работа с изображениями в отдельном окне и через меню (конвертация в JPEG, GIF, PNG, BMP; обрезка; копирование помеченного прямоугольником в буфер; поворот) в том числе группой. Загрузка изображений на ImageShack и Flickr.
- Поддержка плагинов свойств/предпросмотра файлов и файловой системы.
- Постановка операций копирования в очередь для повышения продуктивности.
- «Плоский Вид» — режим отображения всего содержимого подпапок в едином листе. Три подрежима: только файлы, файлы и подпапки в списке, древовидный (с сохранением иерархии папок) вид.
- Режим надёжного удаления файлов (NSA-подтверждённым алгоритмом) с 32-кратным затиранием.
- Подсчёт SHA1, MD5 выделенных файлов с копированием данных в буфер.
- Поиск дубликатов, а также сравнение и синхронизация папок (в том числе FTP и архивы).
- Печать, сохранение в документ txt/csv, копирование в буфер отчёта о содержимом папки с возможностью задать колонки и их размер, шрифт, Плоский Вид (все режимы), визуальный фильтр, подсчёт размеров подпапок.
- Наглядная панель текущих операций. Включается в опциях. После включения, при выполнении операций будет появляться узкая панель снизу с операциями в ряд слева направо. Появление плавающих окон каждой операции при этом можно также отключить в опциях. Если подробное окно всё-таки понадобится, достаточно щёлкнуть по операции в панели.

## Оценки Directory Opus
Файловый менеджер характеризуется большим числом различных функций, а также гибкостью настроек и простотой работы с файлами. Журнал PC Magazine неоднократно писал, что это один из немногих файловых менеджеров, которые могут по функциональности и своим возможностям заместить Windows Explorer, и, возможно, один из лучших из существующих файловых менеджеров. В следующем, 2005 году, 4 мая, тот же журнал PC Magazine присудил премию «Editors Choice» 8-й версии Directory Opus за «уникальное удобство, поразительную скорость и блистательный интерфейс».

## История СПО-версий
Компания GPSoftware открыла исходники старой версии Amiga Directory Opus 4 в 2000 году под лицензией GNU GPL. Позже сторонними разработчиками были выпущены версии, скомпилированные для AmigaOS 4, AROS и MorphOS (некоторые из них развиваются и на сегодняшний день). Исходники последней версии для Amiga — Directory Opus 5.82 (Magellan II), были открыты в декабре 2012, для того чтобы у активных пользователей Amiga появилась возможность компиляции аналогичных версий для всего семейства ОС, совместимых с оригинальной AmigaOS.